# Cisthene
Cisthene é um gênero de traça pertencente à família Arctiidae.